# United Soccer League (1984-1985)
De United Soccer League (vaak afgekort tot USL) is een voormalige Amerikaanse voetbalcompetitie opgericht in 1984. In 1985 werd de competitie weer opgeheven. Nadat deze competitie werd opgeheven en de North American Soccer League een jaar eerder was er voor het eerst sinds 50 jaar geen professionele veldcompetitie in de Verenigde Staten. Een jaar later werd de Western Soccer League opgericht.

## Deelnemende teams
| Club                             | Seizoen | Seizoen | Bijzonderheid                 |
| Club                             | 1984    | 1985    | Bijzonderheid                 |
| -------------------------------- | ------- | ------- | ----------------------------- |
| Buffalo Storm                    | X       | -       |                               |
| Carolina Gold                    | X       | -       |                               |
| Columbia Farmworks Football Club | X       | X       |                               |
| Dallas Americans                 | X       | X       |                               |
| El Paso/Juarez Gamecocks         | -       | X       |                               |
| Fort Lauderdale Sun              | X       | X       | Als South Florida Sun in 1985 |
| Houston Dynamos                  | X       | -       |                               |
| Montreal Impact                  | -       | X       |                               |
| Jacksonville Tea Men             | X       | -       |                               |
| New York Nationals               | X       | -       |                               |
| Oklahoma City Stampede           | X       | -       |                               |
| Rochester Flash                  | X       | -       |                               |
| Tulsa Tornados                   | -       | X       |                               |
| Aantal teams                     | 10      | 6       |                               |

## Kampioenen
| Seizoen | Winnaar                | Runners-up             |
| ------- | ---------------------- | ---------------------- |
| 1984    | Fort Lauderdale Sun    | Oklahoma City Stampede |
| 1985    | Seizoen niet afgemaakt |                        |

ALPF (1894–95) · 
NAFBL (1895–1921) · 
ASL I (1921–33) · 
ASL II (1933–83) · 
ISL (1960-65) ·
NPSL I (1967) · 
USA (1967) · 
NASL (1968–85) · 
MISL I (1978–92) · 
NPSL II (1984–2001) · 
USL I (1984–85) · 
WSA (1985–89) · 
LSSA (1987–92) · 
ASL III (1988–89) · 
CISL (1993–97) · 
EISL (1997–98) · 
WISL (1998–2001) · 
WUSA (2001–03) · 
MISL II (2001–08) · 
XSL (2008–09) · 
USL First Division (2005–2010) · 
USL Second Division (1990–2010) · 
D2 Pro League (2010) ·
NASL (2011–17)